# Władysław Dwojak

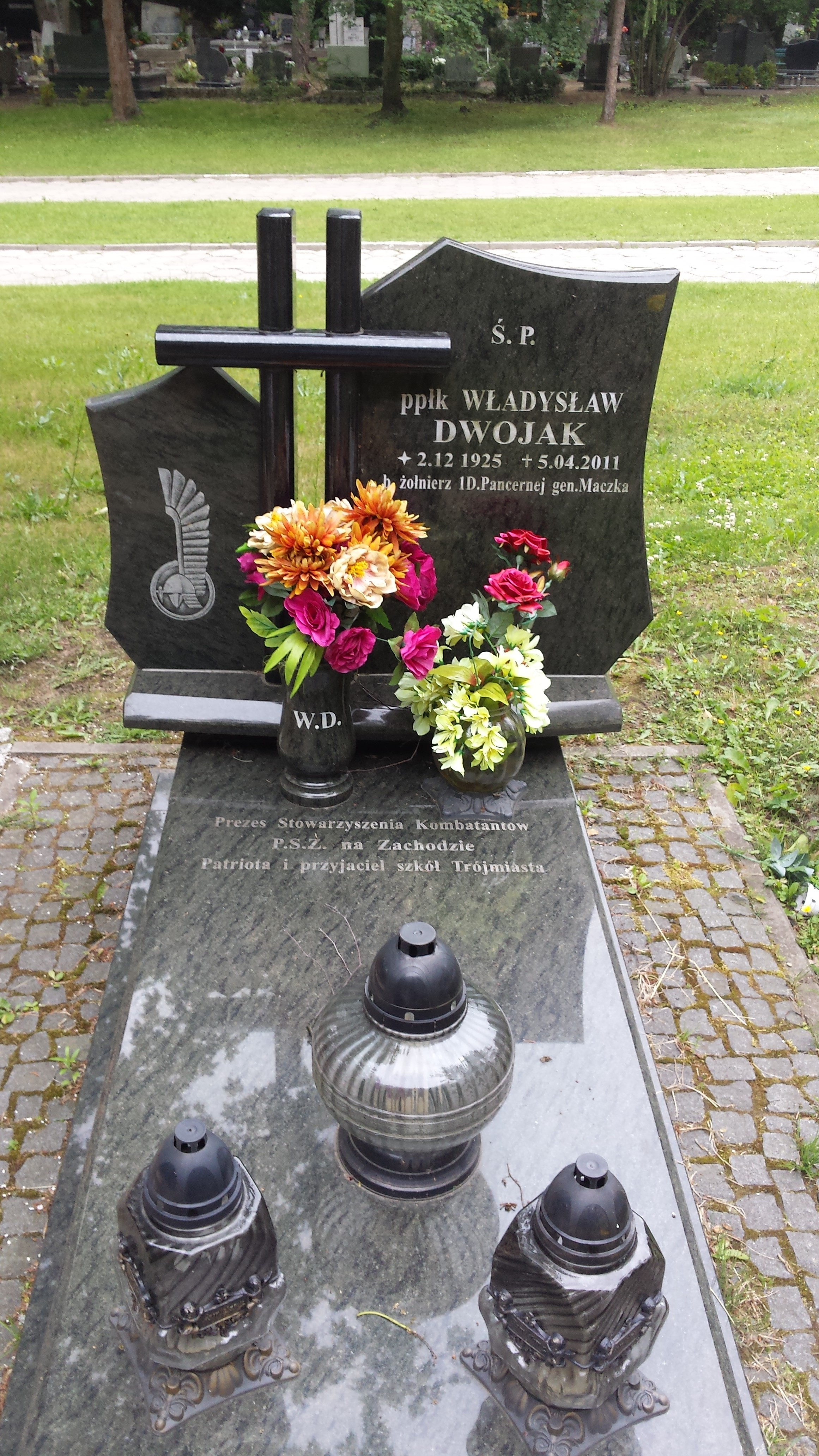
Grób ppłka Władysława Dwojaka na Cmentarzu Srebrzysko w Gdańsku

Władysław Dwojak (ur. 2 grudnia 1925 we wsi Okniany na Pokuciu, zm. 5 kwietnia 2011) – polski działacz kombatancki, podpułkownik WP w stanie spoczynku, prezes Zarządu Głównego Ogólnokrajowego Stowarzyszenia Kombatantów Polskich Sił Zbrojnych na Zachodzie.
W czasie II wojny światowej początkowo deportowany w 1939 w głąb ZSRR, w latach 1942–1946 był żołnierzem 1 Dywizji Pancernej gen. Maczka, starszy strzelec pancerny w 2 Pułku Pancernym. Uczestnik walk na terenie Francji, Belgii, Holandii i Niemiec. 
Pochowany w Alei Zasłużonych na Cmentarzu Srebrzysko w Gdańsku (rejon IV, taras I).

## Ordery i odznaczenia
- Krzyż Oficerski Orderu Odrodzenia Polski
- Krzyż Walecznych